# 里夫內 (托克馬克市鎮)
47°26′7″N 35°43′13″E / 47.43528°N 35.72028°E
里夫內（烏克蘭語：Рівне）是位於烏克蘭東南部的村莊，由扎波羅熱州波洛希區的托克馬克市鎮負責管轄。該村始建於1958年，面積82.3平方公里，海拔高度131米，2001年人口11，人口密度每平方公里0.13人。